# Golfo de Kotzebue

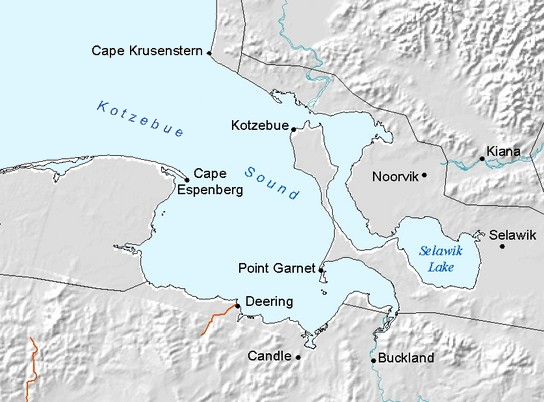
Mapa do golfo de Kotzebue

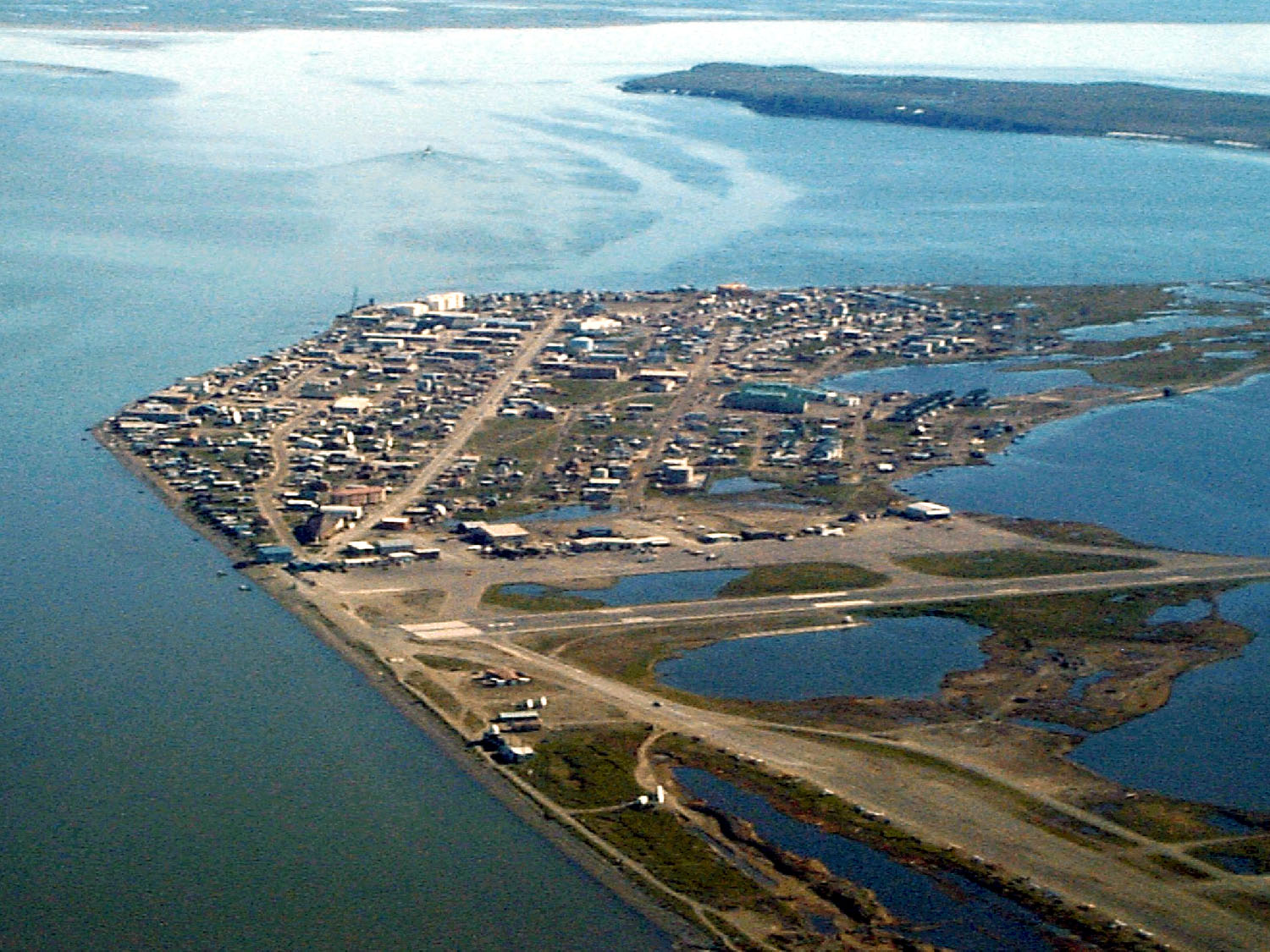
A cidade de Kotzebue, nas margens do golfo

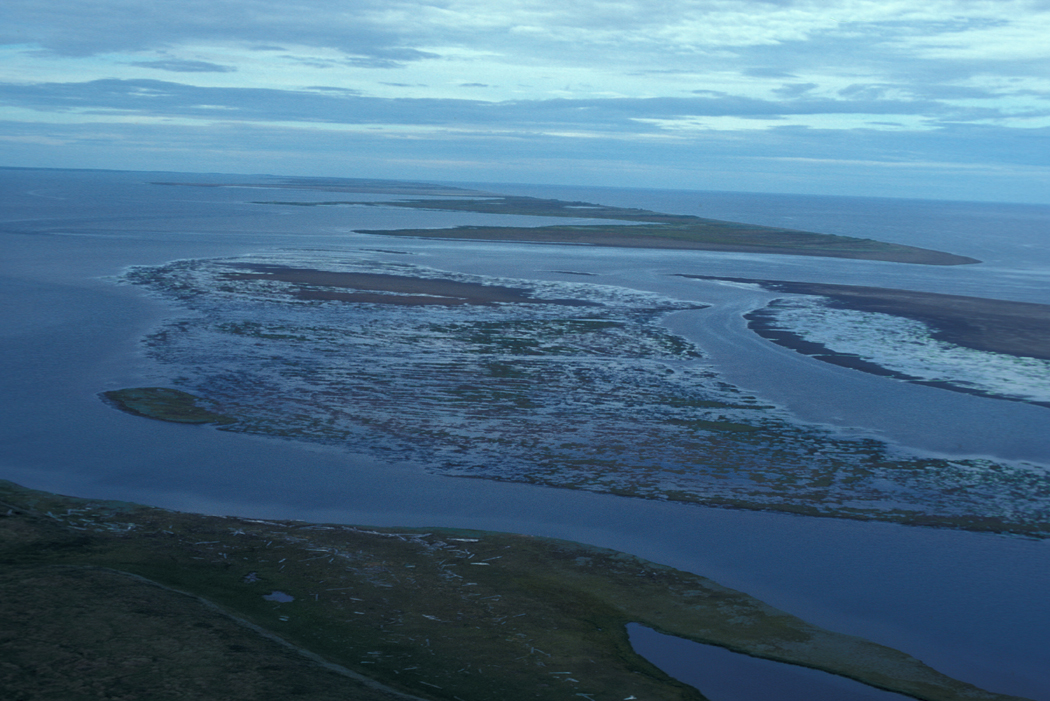
Paisagem do golfo de Kotzebue junto ao cabo Espenberg

O golfo de Kotzebue (em inglês:  Kotzebue Sound é um braço de mar do mar de Chukchi na parte ocidental do estado do Alasca (Estados Unidos). 

## Geografia
O golfo de Kotzebue está limitado a sul pela península de Seward, a oeste pela península de Baldwin e a norte pelo continente. A península de Baldwin delimita no seu interior uma zona mais abrigada, a de Hothan Inlet, que comunica com o lago Selawik. No fundo oriental está a baía Eschscholtz.
Tem comprimento de 160 km e largura máxima de 110 km. As cidades de Kotzebue (3152 hab. em 2007), Kiwalik e Deering (140 hab.) ficam nas margens do golfo de Kotzebue. 
No golfo desaguam os rios Noatak (675 km), Selawik (225 km) e Kobuk (451 km). Há algumas pequenas ilhas, como Chamisso e Puffin.
A maior parte dos rios do "sound" estão protegidos: a parte norte, pertencente ao Cape Krusenstern Monument; a parte central à reserva nacional Noatak e ao Parque Nacional do Vale de Kobuk; e a parte meridional pertence à Bering Land Bridge National Preserve. Além disso, as duas pequenas ilhas de Chamisso e Puffin pertencem à Chamisso Wilderness, estabelecida em 1975.

## Referencias
- Este artigo foi inicialmente traduzido, total ou parcialmente, do artigo da Wikipédia em inglês cujo título é «Kotzebue Sound».